# Final da Copa do Mundo FIFA de 2018
A final da Copa do Mundo FIFA de 2018 foi realizada em 15 de julho no Estádio Lujniki em Moscou, na Rússia, entre as seleções da França e da Croácia. Foi a 21ª final da Copa do Mundo FIFA, sendo a terceira vez que a Seleção Francesa chegava a uma final de Copa do Mundo, e a primeira da Croácia. Com isso, a Croácia tornou-se o 13º país diferente a chegar à final da Copa. Além disso, para chegar a esta Final, a Seleção Croata precisou passar por 3 prorrogações, sendo a primeira vez que uma equipe chegou à uma Final de Copa precisando enfrentar 3 prorrogações.
A partida foi vencida por 4–2 pela Seleção Francesa no tempo regulamentar, conquistando assim seu bicampeonato mundial. Além disso, Didier Deschamps se juntou a Zagallo e Franz Beckenbauer como os únicos a ganharem a Copa do Mundo como jogador e como treinador, e Raphaël Varane tornou-se o 11º futebolista a conquistar a Liga dos Campeões da UEFA e a Copa do Mundo FIFA no mesmo ano.
Esta foi a primeira final, desde a de 2002, a ser decidida no tempo regulamentar (ou seja, sem a necessidade da prorrogação e/ou da disputa de pênaltis). Mandžukić tornou-se o primeiro jogador a fazer um gol contra em uma final de Copa do Mundo. E, por fim, Kylian Mbappé igualou uma marca de Pelé que já durava 60 anos, e tornou-se o segundo jogador com menos de 20 anos a marcar ao menos um gol em uma Final de Copa do Mundo.

## Performances dos finalistas

### França
A Seleção Francesa estreou na competição com uma vitória de 2–1 contra a Austrália na Arena Kazan, em Cazã. No segundo jogo pela fase de grupos ganhou contra o Peru por 1–0 no Estádio Central em Ecaterimburgo. Terminou essa fase empatando em 0–0 com a Dinamarca no Estádio Lujniki, em Moscou. Nas oitavas de final, teve dificuldades contra a Argentina, ganhando de 4–3 na Arena Kazan. Nas quartas de final venceu o Uruguai por 2–0 no Estádio de Níjni Novgorod, em Nijni Novgorod. Nas semifinais enfrentou a Bélgica no Estádio Krestovsky, em São Petersburgo, e venceu pelo placar apertado de 1–0.

### Croácia
A Croácia estreou na competição com um placar de 2–0 contra a seleção da Nigéria no Estádio de Kaliningrado, em Kaliningrado. No segundo jogo pela fase de grupos, goleia a Argentina por 3–0 no Estádio de Níjni Novgorod, garantindo a vaga nas oitavas de final. Terminou essa fase ganhando de 2–1 da Islândia na Arena Rostov, em Rostóvia do Dom. Nas oitavas, teve dificuldades contra a Dinamarca, mantendo o empate em 1–1 no tempo normal de jogo e na prorrogação, e ganhando de 3–2 na disputa por pênaltis no Estádio de Níjni Novgorod. Nas quartas de final enfrentou a anfitriã Rússia no Estádio Olímpico de Fisht, em Sóchi, mantendo o empate em 2–2 no tempo normal de jogo e na prorrogação, e ganhando de 4–3 na disputa por pênaltis novamente. Nas semifinais enfrentou a Inglaterra no Estádio Lujniki em Moscovo, ganhando de 2–1 na prorrogação.

## Caminho até a final
| Pos | Equipe    | Pts | J | V | E | D | GP | GC | SG | Classificado      |
| --- | --------- | --- | - | - | - | - | -- | -- | -- | ----------------- |
| 1   | França    | 7   | 3 | 2 | 1 | 0 | 3  | 1  | +2 | Fase eliminatória |
| 2   | Dinamarca | 5   | 3 | 1 | 2 | 0 | 2  | 1  | +1 | Fase eliminatória |
| 3   | Peru      | 3   | 3 | 1 | 0 | 2 | 2  | 2  | 0  | Eliminado         |
| 4   | Austrália | 1   | 3 | 0 | 1 | 2 | 2  | 5  | −3 | Eliminado         |

| Pos | Equipe    | Pts | J | V | E | D | GP | GC | SG | Classificado      |
| --- | --------- | --- | - | - | - | - | -- | -- | -- | ----------------- |
| 1   | Croácia   | 9   | 3 | 3 | 0 | 0 | 7  | 1  | +6 | Fase eliminatória |
| 2   | Argentina | 4   | 3 | 1 | 1 | 1 | 3  | 5  | −2 | Fase eliminatória |
| 3   | Nigéria   | 3   | 3 | 1 | 0 | 2 | 3  | 4  | −1 | Eliminado         |
| 4   | Islândia  | 1   | 3 | 0 | 1 | 2 | 2  | 5  | −3 | Eliminado         |

## Partida
| 15 de julho   | França                                                              | 4 – 2     | Croácia                     | Estádio Lujniki, Moscou                    |
| 18:00 (UTC+3) | Mandžukić 18' (g.c.) · Griezmann 38' (pen) · Pogba 59' · Mbappé 65' | Relatório | Perišić 28' · Mandžukić 69' | Público: 78 011 Árbitro: ARG Néstor Pitana |

| França | Croácia |

| G                | 1  | Hugo Lloris       |     |     |
| LD               | 2  | Benjamin Pavard   |     |     |
| Z                | 4  | Raphaël Varane    |     |     |
| Z                | 5  | Samuel Umtiti     |     |     |
| LE               | 21 | Lucas Hernández   | 41' |     |
| V                | 6  | Paul Pogba        |     |     |
| V                | 13 | N'Golo Kanté      | 27' | 65' |
| M                | 14 | Blaise Matuidi    |     | 73' |
| M                | 7  | Antoine Griezmann |     |     |
| M                | 10 | Kylian Mbappé     |     |     |
| A                | 9  | Olivier Giroud    |     | 81' |
| Substituições:   |    |                   |     |     |
| M                | 12 | Corentin Tolisso  |     | 73' |
| M                | 18 | Nabil Fekir       |     | 81' |
| M                | 15 | Steven Nzonzi     |     | 55' |
| Treinador:       |    |                   |     |     |
| Didier Deschamps |    |                   |     |     |

| G              | 23 | Danijel Subašić  |       |     |
| LD             | 2  | Šime Vrsaljko    | 90+2' |     |
| Z              | 6  | Dejan Lovren     |       |     |
| Z              | 21 | Domagoj Vida     |       |     |
| LE             | 3  | Ivan Strinić     |       | 81' |
| M              | 4  | Ivan Perišić     |       |     |
| V              | 7  | Ivan Rakitić     |       |     |
| V              | 11 | Marcelo Brozović |       |     |
| M              | 18 | Ante Rebić       |       | 71' |
| M              | 10 | Luka Modrić      |       |     |
| A              | 17 | Mario Mandžukić  |       |     |
| Substituições: |    |                  |       |     |
| A              | 9  | Andrej Kramarić  |       | 71' |
| A              | 18 | Marko Pjaca      |       | 81' |
| Treinador:     |    |                  |       |     |
| Zlatko Dalić   |    |                  |       |     |

| Homem do Jogo: Antoine Griezmann Bandeirinhas: Hérnan Maidana Juan Pablo Bellati Quarto árbitro: Björn Kuipers Quinto árbitro: Erwin Zeinstra Árbitro assistente de vídeo: Massimiliano Irrati Árbitros assistentes de árbitro de vídeo: Mauro Vigliano Carlos Astroza Danny Makkelie |

Regulamento
- 90 minutos.
- 30 minutos de prorrogação caso haja empate no tempo normal.
- Persistindo o empate, o vencedor será decidido nas penalidades máximas.
- Doze jogadores substitutos.
- Máximo de três substituições, com uma quarta sendo permitida em caso de prorrogação.

### Estatísticas

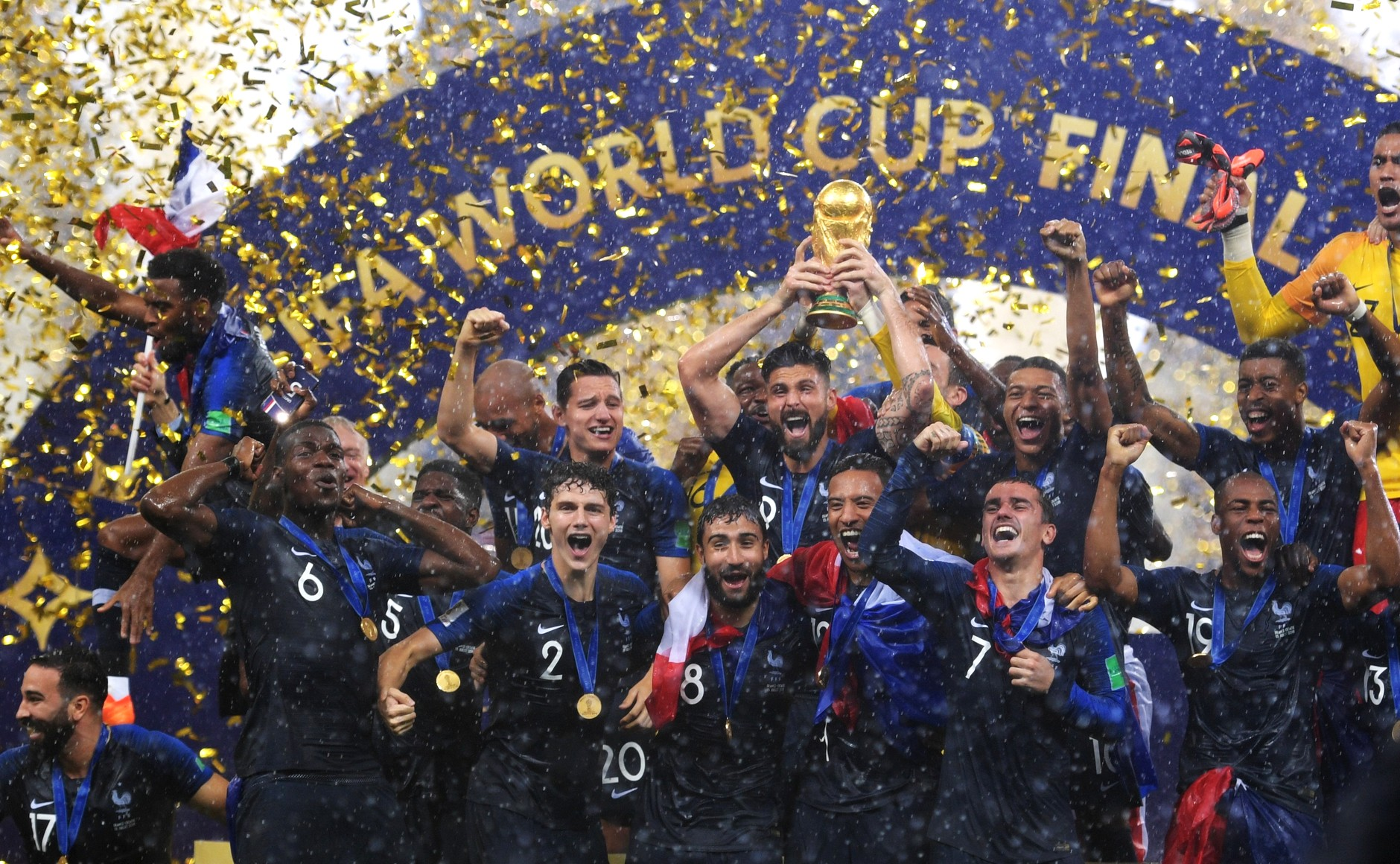
A equipe francesa celebrando o título ao receber a Taça FIFA.

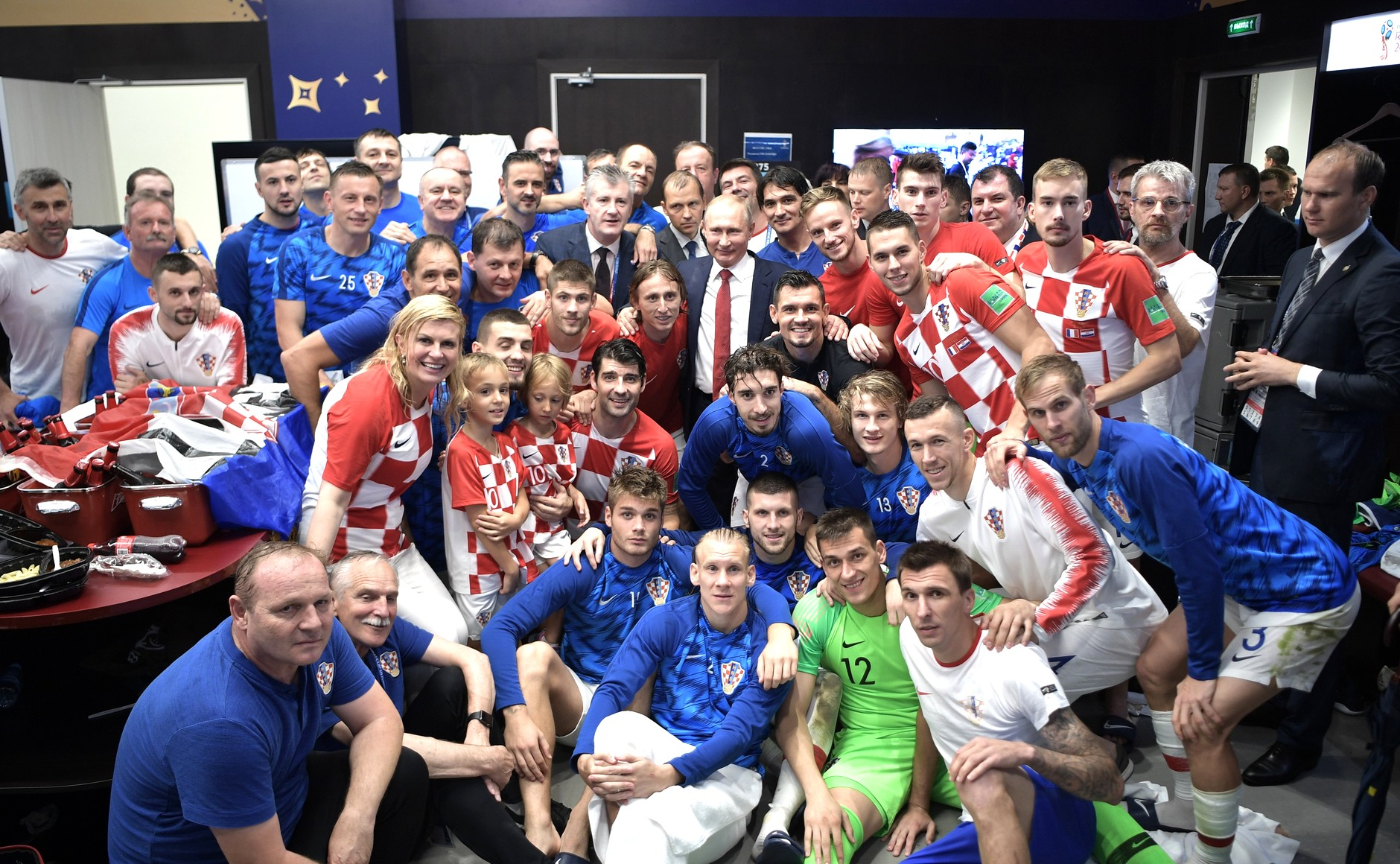
A equipe croata, no vestiário após o jogo, recebe o presidente russo Vladimir Putin e a presidente croata Kolinda Grabar-Kitarović.

| Geral                | França | Croácia |
| -------------------- | ------ | ------- |
| Gols marcados        | 4      | 2       |
| Gols contra marcados | 0      | 1       |
| Finalizações totais  | 8      | 15      |
| Finalizações no gol  | 6      | 3       |
| Posse de bola        | 39%    | 61%     |
| Escanteios           | 2      | 6       |
| Faltas cometidas     | 14     | 13      |
| Impedimentos         | 1      | 1       |
| Defesas              | 1      | 4       |
| Cartões amarelos     | 2      | 1       |
| Cartões vermelhos    | 0      | 0       |